# ريتشارد كوبر (ممثل)
ريتشارد كوبر (بالإنجليزية: Richard Cooper)‏ هو ممثل بريطاني (وحمل سابقاً جنسية المملكة المتحدة لبريطانيا العظمى وأيرلندا)، ولد في 16 يوليو 1893 في المملكة المتحدة، وتوفي في 18 يونيو 1947.

## أعمال

### أفلام
- (1931) القهوة السوداء
- (1934) موت اللورد إدجوير

## وصلات خارجية
- ريتشارد كوبر على موقع IMDb (الإنجليزية)
- ريتشارد كوبر على موقع قاعدة بيانات الفيلم (الإنجليزية)